# Laelius de amicitia
Laelius de amicitia (Nederlands: Laelius over de vriendschap) is een dialoog geschreven door Marcus Tullius Cicero in het jaar 44 v.Chr. In het werk, opgedragen aan zijn vriend Titus Pomponius Atticus, onderzoekt hij het wezen, de waarde en de normen van vriendschap. Hij voert daartoe Gaius Laelius op, die spreekt over zijn in 129 v.Chr. gestorven vriend Scipio Aemilianus. De gesprekspartners van Laelius zijn diens schoonzonen, de politici Quintus Scaevola en Gaius Fannius. Cicero beweert een gesprek weer te geven dat hij had vernomen van Scaevola.

## Nederlandse vertalingen
- Cicero, De Vriendschap, vertaald, ingeleid en toegelicht door H. Beek en E. De Ridder, 1948 (herdrukt 1970)
- Marcus Tullius Cicero, Laelius of Over de vriendschap, gevolgd door de briefwisseling tussen Cicero en Matius (Ad fam. XI, 27-28), ingeleid en vertaald door Jan Gijsel, 1985. ISBN 9789033411892
- Cicero, Over vriendschap, vertaald, ingeleid en van aantekeningen voorzien door W.A.M. Peters, 1990. ISBN 9789026310539
- Cicero, Vriendschap, vertaald en toegelicht door Rogier van der Wal, 2012. ISBN 9789025369354